# راجيف ناير
راجيف ناير (بالإنجليزية: Rajeev Nair)‏ هو منتج أفلام وكاتب أغاني وشاعر هندي، ولد في 30 مايو 1970 في Angadipuram ‏ في الهند.

## وصلات خارجية
- الموقع الرسمي
- راجيف ناير على موقع IMDb (الإنجليزية)
- راجيف ناير على موقع قاعدة بيانات الفيلم (الإنجليزية)